# Duncan Gillis
Duncan Gillis (Mabou, 3 gennaio 1883 – Vancouver, 2 maggio 1963) è stato un martellista, discobolo e lottatore canadese.

## Biografia
Nel 1912 fu portabandiera del Canada e prese parte ai Giochi olimpici di Stoccolma piazzandosi quattordicesimo nel lancio del disco e conquistando la medaglia d'argento nel lancio del martello. Fu il secondo canadese a vincere una medaglia olimpica in questa specialità (prima di lui Con Walsh vinse il bronzo a Londra 1908). Da allora nessun altro canadese riuscì nell'impresa.
Dopo l'esperienza olimpica Gillis passò alla lotta e nel 1913 divenne campione canadese di sollevamento pesi.

## Palmarès
| Anno | Manifestazione  | Sede      | Evento              | Risultato | Prestazione | Note |
| ---- | --------------- | --------- | ------------------- | --------- | ----------- | ---- |
| 1912 | Giochi olimpici | Stoccolma | Lancio del disco    | 14º       | 39,01 m     |      |
| 1912 | Giochi olimpici | Stoccolma | Lancio del martello | Argento   | 48,39 m     |      |